# هوستينغر
هوستينغر (بالإنجليزية: Hostinger) هي موفر استضافة ويب، تمتلك العديد من الشركات الفرعية في عدد من الدول. لدى هوستينغر أكثر من 29 مليون مستخدم بشكل جماعي مع الشركات التابعة لها في 178 دولة. هوستينغر هي الشركة الأم لـ زيرو زيرو (00) ويبهوست، نياجاهوستر وويب لينك. حيث كانت البذرة الأولى للشركة في سنة 2004 في ليتوانيا تحت اسم ”هوستينغر ميديا“ وقد تم إعادة تسميتها لاحقاً إلى اسمها الحالي “هوستينغر”، وبالرغم من أن هوستينغر هي شركة استضافة مدفوعة كما هو معروف، إلا أنها تمتلك شركة 000ويبهوست.

## تاريخ
أُنشئت عام 2011 ، لكن تلك السنة لم تكن البداية الحقيقية، تأسست في كاوناس ، ليتوانيا في عام 2004 ، وكان اسم الشركة في الأصل هو هوستينغر ميديا. في عام 2007 ، تم تأسيس شركة زيرو زيرو (00) ويبهوست التابعة لها، والتي توفر استضافة مجانية في جميع أنحاء العالم. تم إطلاق هوستينغر24 ، وهي شركة فرعية أخرى، في عام 2008 في الولايات المتحدة ، مع مراكز بيانات في أشفيل ، نورث كارولينا وفي المملكة المتحدة.
في عام 2019 ، حولت هوستينغر خوادم خادم إتش تي تي بي أباتشي الخاصة بها إلى خادم الويب لايت إسبيد (LSWS) لزيادة أداء الخوادم. في منتصف عام 2020 ، دخلت هوستينغر في شراكة مع منصة جوجل السحابية.
في عام 2021 ، تم إدراج هوستينغر كواحدة من أسرع الشركات نموًا في أوروبا.

## مراكز بيانات هوستينغر
وتتيح هوستينغر إمكانية استضافة موقعك في أحد مراكز البيانات الخاصة بها في الدول الآتية:
- الولايات المتحدة الأمريكية
- ليتوانيا (مقر هوستينغر الرئيسي)
- المملكة المتحدة (بريطانيا)
- هولندا
- سنغافورة
- إندونيسيا
- البرازيل